# District de Torghar
Le district de Torghar ou Tor Ghar (en ourdou : ضلع تورغر), anciennement tehsil de Kala Dhaka est une subdivision administrative de la province Khyber Pakhtunkhwa au Pakistan. Constitué autour de sa capitale Judba, le district est entouré par les districts de Shangla et Battagram au nord, le district de Mansehra à l'est, le district d'Haripur au sud et enfin le district de Buner à l'ouest.
Le district est créé en 2011 à partir de l'ancien tehsil de Kala Dhaka, auparavant intégré au district de Mansehra. Petit et peu peuplé, il compte à peine 200 000 habitants en 2023. La population parle surtout pachto et est organisée en différentes tribus, faisant du district une zone essentiellement rurale, par ailleurs reculée des grands axes et peu développée.

## Histoire

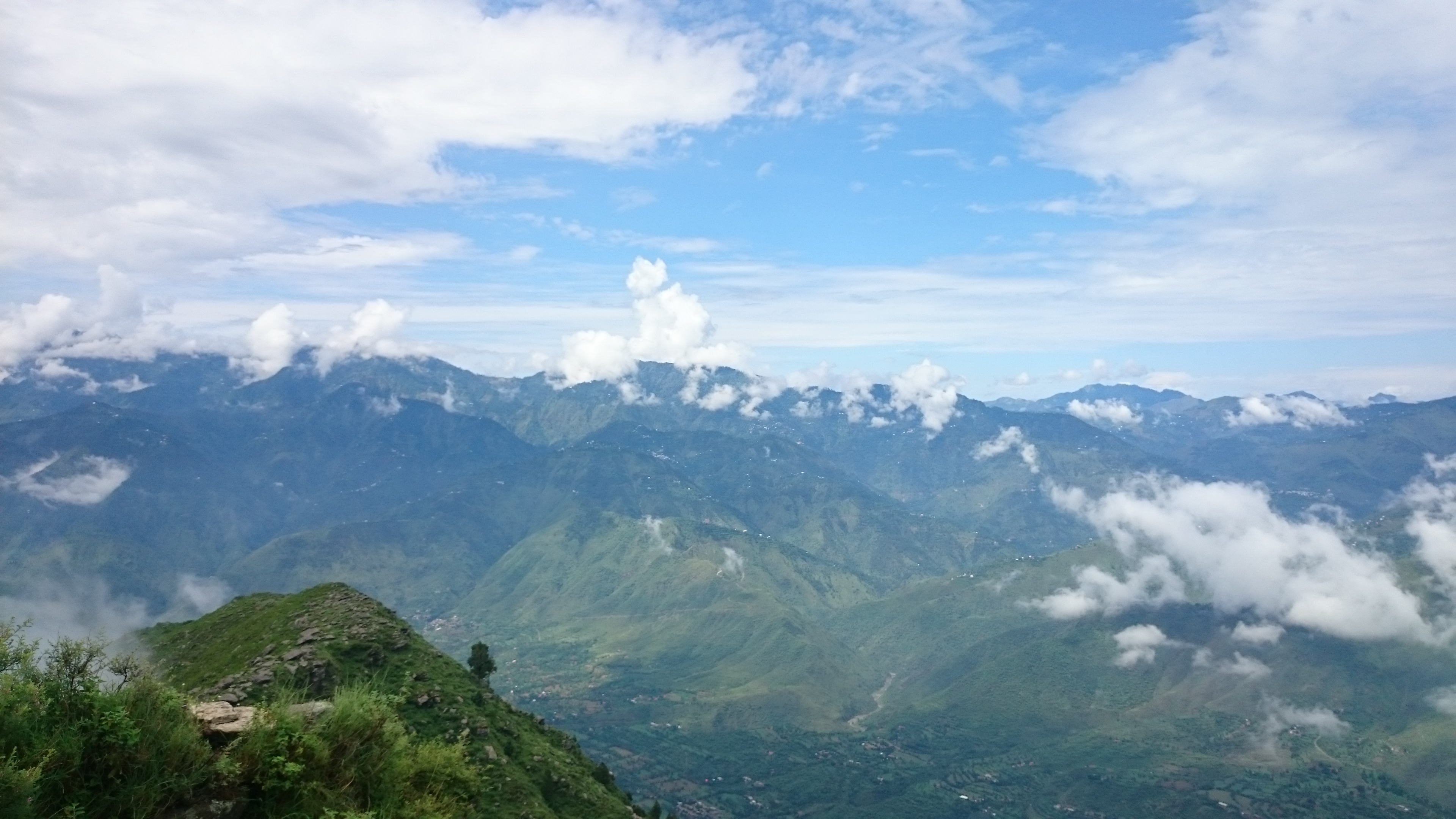
Paysage du district.

La région de Torghar a été sous la domination de diverses puissances au cours de l'histoire, notamment la civilisation bouddhiste Gandhara et l'Empire moghol. Elle a ensuite été conquise par le Raj britannique en 1848. Lors de l'indépendance vis-à-vis de l'Inde en 1947, la zone majoritairement musulmane rejoint le Pakistan lors de la partition des Indes. En pachto, Tor Ghar signifie « montagne noire ».
Avant 2011, Torghar s’appelait « Kala Dhaka » et était un simple tehsil du district de Mansehra, avant de devenir un district à part entière le 28 janvier sur décision du président de la république Asif Ali Zardari. La scission est effectuée afin de fournir des services publics plus proches de la population locale dans cette zone mal lotie quand elle était intégrée à Mansehra. En mai 2011, Judba est choisi pour devenir le chef-lieu du district après conciliation des différentes tribus. 
En se séparant de Mansehra, Torghar quitte cependant le système des « régions tribales administrées provincialement », qui laisse une certaine autonomie aux systèmes tribaux des jirgas dans la gestion des conflits privés. Face aux protestations tribales, l'administration provinciale et le ministre en chef Ameer Haider Khan Hoti s'engagent à la continuation des jirgas, alors que les dignitaires tribaux promettent une pratique plus respectueuse des droits civiques fédéraux, notamment en matière de droits des femmes, souvent mis à mal par le système traditionnel qui peut déclarer des femmes indigner à épouser voir dans les pires des cas prononcer des crimes d'honneur.

## Démographie

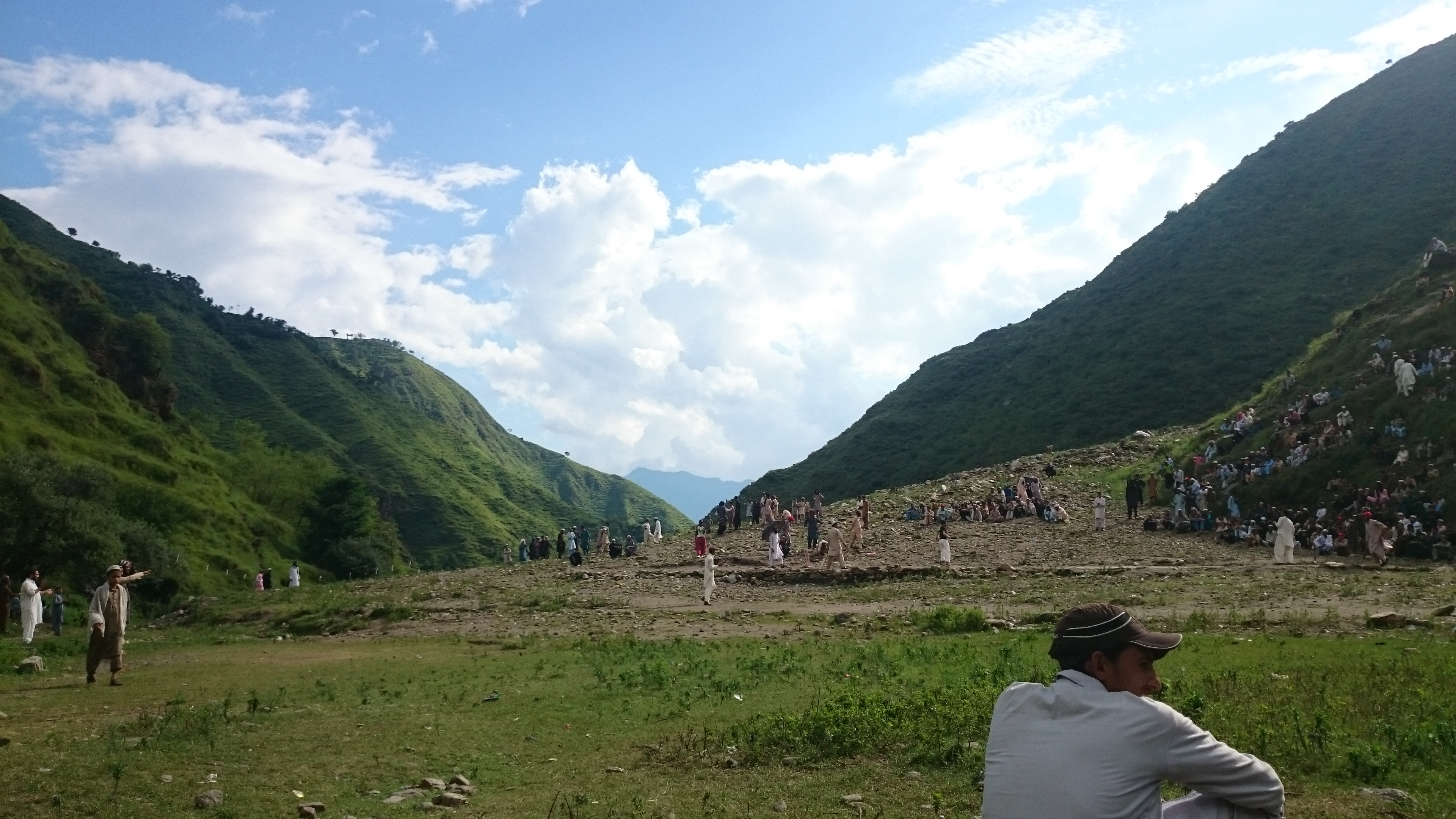
Habitants et paysage du district.

Lors du recensement de 1998, la population du tehsil de Kala Dhaka a été évaluée à 174 682 personnes, population exclusivement rurale. Le recensement suivant mené en 2017, alors que l'ancien tehsil est devenu le district de Torghar, pointe une population de 171 395, soit une légère baisse, cas exceptionnel vu la croissance démographique vigoureuse du Pakistan et de la province de Khyber Pakhtunkhwa en particulier. C'est aussi le plus petit et le moins peuplé des districts de la province.
D'après le recensement de 2023, la population atteint 200 000 habitants, soit une croissance annuelle moyenne de 2,7 %, supérieure aux moyennes provinciale et nationale (2,4 et 2,6 %).
La population de Torghar parle surtout le pachto, alors que la langue majoritaire du district de Mansehra auquel il était auparavant inclus est l'hindko. Près de 97 % des habitants du district parlent pachto et 2 % hindko en 2023.
La population du district est très majoritairement musulmane, à plus de 99 % de la population. Les minorités religieuses sont très faiblement représentées : 280 chrétiens en 2023.

## Éducation
En 2016, le district compte 61 écoles primaires pour filles et garçons, et une seule école secondaire reversée aux garçons. Le manque d'accès à l'éducation pour les filles a été pointé par des médias pakistanais, qui notent que seules 173 filles poursuivent un enseignement secondaire à Torghar, en devant se rendre dans les districts voisins. 
En 2017, l'alphabétisation s'élève à 24 %, dont 39 % pour les hommes et 9 % pour les femmes. Seuls 48 % des enfants de 10 à 14 ans sont scolarisés, un des taux les plus faibles du pays, dont 60 % des garçons et 25 % des filles. Selon le recensement de 2023, l'alphabétisation progresse à 30 %, bien moins que la moyenne provinciale de 51 %, dont 47 % pour les hommes et 12 % pour les femmes.

## Administration

Le district de Mansehra en rouge sur la carte, fait partie de la province de Khyber Pakhtunkhwa.

Le district est divisé en deux tehsils, Judba et Khander, ainsi que onze union councils. Aucune ville ne dépasse les 30 000 habitants d'après le recensement de 1998 alors que le district est quasi-exclusivement rural. La capitale Judba est la plus grande ville du district selon le recensement de 2017, avec 4 702 habitants. 
| Tehsil  | Population (rec. 2023) |
| ------- | ---------------------- |
| Judba   | 50 503                 |
| Judba   | 63 083                 |
| Khander | 86 859                 |

## Politique
De 2002 à 2018, le district est représenté par la circonscription no 58 à l'Assemblée provinciale de Khyber Pakhtunkhwa. Lors des élections législatives de 2002, elle est remportée par un candidat indépendant, puis par un candidat du Parti national Awami lors des élections législatives de 2008. À l'occasion des élections législatives de 2013, c'est un candidat islamiste de la Jamiat Ulema-e-Islam qui remporte le scrutin.
Avec le redécoupage électoral de 2018, Torghar est représenté par la circonscription no 35 à l'Assemblée provinciale. Lors des élections de 2018, elle est remportée par un candidat du Parti national Awami. 
| Parti                                       | Voix (national) | %       |
| ------------------------------------------- | --------------- | ------- |
| Parti national Awami                        | 11 728          | 37,51 % |
| Muttahida Majlis-e-Amal                     | 8 022           | 25,65 % |
| Mouvement du Pakistan pour la justice       | 6 705           | 21,44 % |
| Autres partis                               | 3 859           | 12,34 % |
| Indépendants                                | 956             | 3,06 %  |
| Total exprimés (participation : 36,21 %)    | 31 270          | 100 %   |
| Source : Commission électorale du Pakistan. |                 |         |